# Związek Czerwonych Kosynierów
Związek Czerwonych Kosynierów – organizacja kombatancka powstała w Polsce w roku 1946, zrzeszała członków ochotniczych oddziałów robotniczych, tworzonych przez PPS we wrześniu 1939 roku, dla obrony Gdyni i Kępy Oksywskiej, zwanych potocznie Czerwonymi Kosynierami. W 1949 do Związku należało 510 osób, przewodniczącym był Kazimierz Rusinek. 1 września 1949 roku organizacja została zlikwidowana i wcielona do utworzonego Związku Bojowników o Wolność i Demokrację.